# Daniel Tshabalala
Daniel "Sailor" Tshabalala (nacido el 6 de octubre de 1977 en Sebokeng, Gauteng) es un futbolista sudafricano que actualmente juega para el Platinum Stars.
Tshabalala jugado anteriormente en el FC AK y Orlando Pirates. Hizo 4 partidos con la selección de fútbol de Sudáfrica y fue parte del equipo de 2006 Copa Africana de Naciones.
- Datos: Q1999188